# 大竹 (安中市)
大竹（おおたけ）は、群馬県安中市の地名。郵便番号は379-0121。面積は1.34km2（2010年時点）。

## 地理
碓氷川の右岸段丘上に位置し、猫沢川が流れている。

### 河川
- 猫沢川

## 歴史
江戸時代頃からある地名である。はじめ旗本座光寺氏領、慶長6年から旗本品川氏領、宝暦10年からは旗本品川氏領、稲生氏、小笠原氏、美濃部氏と前橋藩領の相給だった。

### 年表
- 1889年4月1日 町村制施行により、大竹村は東上磯部村、上磯部村、下磯部村、西上磯部村と合併して磯部村が成立する。
- 1936年（昭和11年）7月1日 - 磯部村が町制施行して磯部町となる。
- 1955年3月1日 磯部町は、（旧）安中町、秋間村、原市町、東横野村、板鼻町、岩野谷村、後閑村と合併して安中町となる。そのため、安中町大竹となる。
- 1958年11月1日 市制施行により、安中町は安中市となる。そのため安中市大竹となる。

### 地名の由来
鎌倉時代池頼盛が磯部に移住した際、家臣の大竹与左衛門がこの地に住み、池田、水口の新田を開発した。その大竹与左衛門の大竹をとって地名にしたと思われている。

## 世帯数と人口
2017年（平成29年）7月31日現在の世帯数と人口は以下の通りである。
| 大字 | 世帯数  | 人口  |
| ---- | ------- | ----- |
| 大竹 | 367世帯 | 930人 |

## 教育
市立小・中学校に通う場合、学区は以下の通りとなる。
| 番地 | 小学校             | 中学校             |
| ---- | ------------------ | ------------------ |
| 全域 | 安中市立磯部小学校 | 安中市立第二中学校 |

## 交通

### 鉄道
同町に鉄道駅はない。

### 道路
国道は通っていない。県道は群馬県道214号磯部停車場上野尻線が通っている。

## 施設
- おおぎやフーズ本社・工場

## 避難所
指定緊急避難場所
- 大竹住民センター (避難スペースが狭小であり、河川が近い。)[6]

指定避難所
町内に安中市から指定された避難所は無いため、磯部地区の別の町の避難所に避難することとなる。